# Gli sposi di via Rossetti
Gli sposi di via Rossetti è un romanzo di Fulvio Tomizza pubblicato nel 1986.
La storia è basata su fatti realmente accaduti. Soggetto del romanzo è il triplice omicidio, avvenuto in circostanze mai chiarite il 10 marzo 1944, dello scrittore Stanko Vuk, di sua moglie Danica Tomažič e di un loro conoscente di nome Drago Zajc, rimasti uccisi nell'appartamento dei coniugi Vuk situato in via Rossetti a Trieste.

## Descrizione
L'autore ricostruisce la vita dei coniugi sulla base di testimonianze e di un folto epistolario che Stanko Vuk indirizzò a sua moglie durante la prigionia. Gli eventi, collocati tra il 1920 e il 1944, testimoniano la difficile vita della minoranza di lingua slovena a Trieste e nella Venezia Giulia.
I coniugi Vuk si conobbero nel 1939. L'anno successivo vennero arrestati per attività sovversive. Danica venne rilasciata presto, ma il marito venne incarcerato in Piemonte sino al 1944. Stanko Vuk, poeta sloveno dagli ideali cristiano-sociali, dopo la prigionia prese la decisione di unirsi al Fronte di Liberazione del Popolo Sloveno.
La sera del 10 marzo 1944 tre uomini dall'accento sloveno uccisero i coniugi Vuk e il cristiano-sociale Drago Zajc di Lubiana, apparentemente in fuga dai comunisti. Tuttavia, le indagini di Tomizza rivelano che l'uomo fosse in procinto di passare al Fronte di Liberazione. Secondo l'autore, è plausibile che i sicari appartenessero alla "guardia azzurra", un'unità fedele al Regno di Jugoslavia in esilio in Inghilterra, che avrebbero visto il gesto di Vuk come un tradimento.
Non fu mai avviata alcuna indagine dalle autorità e l'identità dei sicari resta ignota.

## Edizioni italiane
- Gli sposi di via Rossetti: tragedia in una minoranza, Milano, Oscar Mondadori, 1988

## Edizioni in altre lingue
- (HR)  Mladenci iz Ulice Rossetti: s talijanskoga preveo Mate Maras, Zagreb, Znanje, 1988
- (DE)  Das Liebespaar aus der Via Rossetti, Aus dem Italienischen von Ragni Maria Gschwend, München, Zürich, Piper, 1991
- (SL)  Mladoporočenca iz ulice Rossetti: tragedija neke manjšine, Ljubljana, ADIT, 1987